# Nibelung-strófa
A Nibelung-strófa alapja négy párrímes nagysor. Minden nagysor két kissorból (kezdő- és zárósor) áll. A kezdő sorok négy, a záró sorok három hangsúlyos szótagot tartalmaznak. Kivételt képez a negyedik nagysor záró sora, amely négy hangsúlyos szótagot tartalmaz. Alapképlete tehát a következő: 4|3 / 4|3 / 4|3 / 4|4. Ebben a strófaformában íródott a Nibelung-ének:
Ez wuohs in Burgonden  ||  ein vil edel magedîn,
daz in allen landen  ||  niht schoeners möhte sîn,
Kriemhild geheizen.  ||  Si wart ein schoene wîp.
dar umbe muosen degene ||  vil verliesen den lîp.
A Nibelung-ének magyar nyelven Szász Károly fordításában 6|7-es jambikus sorokban szólal meg. A nibelungi sorok változata az ún. nibelungizált alexandrin. Ez leggyakrabban 7|6 osztású jambikus periódusokból áll, de 7|7, 6|7, 6|6-os változata is megtalálható.
A magyar irodalomban Garay János próbálta meghonosítani. Arany János is használta a Csaba királyfi egyik feldolgozásában, illetve Tompa Mihály is kedvelte.